# Lijst van voetbalinterlands Burundi - Eritrea
Deze lijst van voetbalinterlands is een overzicht van alle officiële voetbalinterlands tussen de nationale teams van Burundi en Eritrea. De landen hebben tot nu toe vier keer tegen elkaar gespeeld. De eerste ontmoeting was een wedstrijd tijdens de CECAFA Cup 2002 op 1 december 2002 in Arusha (Tanzania). Het laatste duel, een groepswedstrijd tijdens de CECAFA Cup 2019, werd gespeeld op 9 december 2019 in Kampala (Oeganda).

## Wedstrijden
| № | Plaats        | Datum            | Competitie      | Wedstrijd         | Uitslag |
| - | ------------- | ---------------- | --------------- | ----------------- | ------- |
| 1 | Arusha        | 1 december 2002  | CECAFA Cup 2002 | Burundi − Eritrea | 1 − 1   |
| 2 | Kigali        | 2 december 2005  | CECAFA Cup 2005 | Eritrea − Burundi | 0 − 0   |
| 3 | Dar es Salaam | 17 december 2007 | CECAFA Cup 2007 | Burundi − Eritrea | 2 − 1   |
| 4 | Kampala       | 9 december 2019  | CECAFA Cup 2019 | Burundi − Eritrea | 0 − 1   |

## Samenvatting
| Competitie | Totaal gespeeld | Winst Burundi | Gelijk | Winst Eritrea | Doelsaldo Burundi – Eritrea |
| ---------- | --------------- | ------------- | ------ | ------------- | --------------------------- |
| CECAFA Cup | 4               | 1             | 2      | 1             | 3 − 3                       |
| Totaal     | 4               | 1             | 2      | 1             | 3 − 3                       |

Wedstrijden bepaald door strafschoppen worden, in lijn met de FIFA, als een gelijkspel gerekend.